# 小行星9505
小行星9505（英語：9505 Lohengrin）是一颗围绕太阳公转的小行星。1973年9月29日，C. J.万·豪敦、I.万·豪敦-格勒内费尔德、T.赫雷爾斯在帕洛马山发现了此天体。
这颗小行星的绝对星等为142.3595422195489等。小行星9505以德国作曲家理查德·瓦格纳的歌剧《罗恩格林》的登场人物罗恩格林命名。